# Matteo Garrone

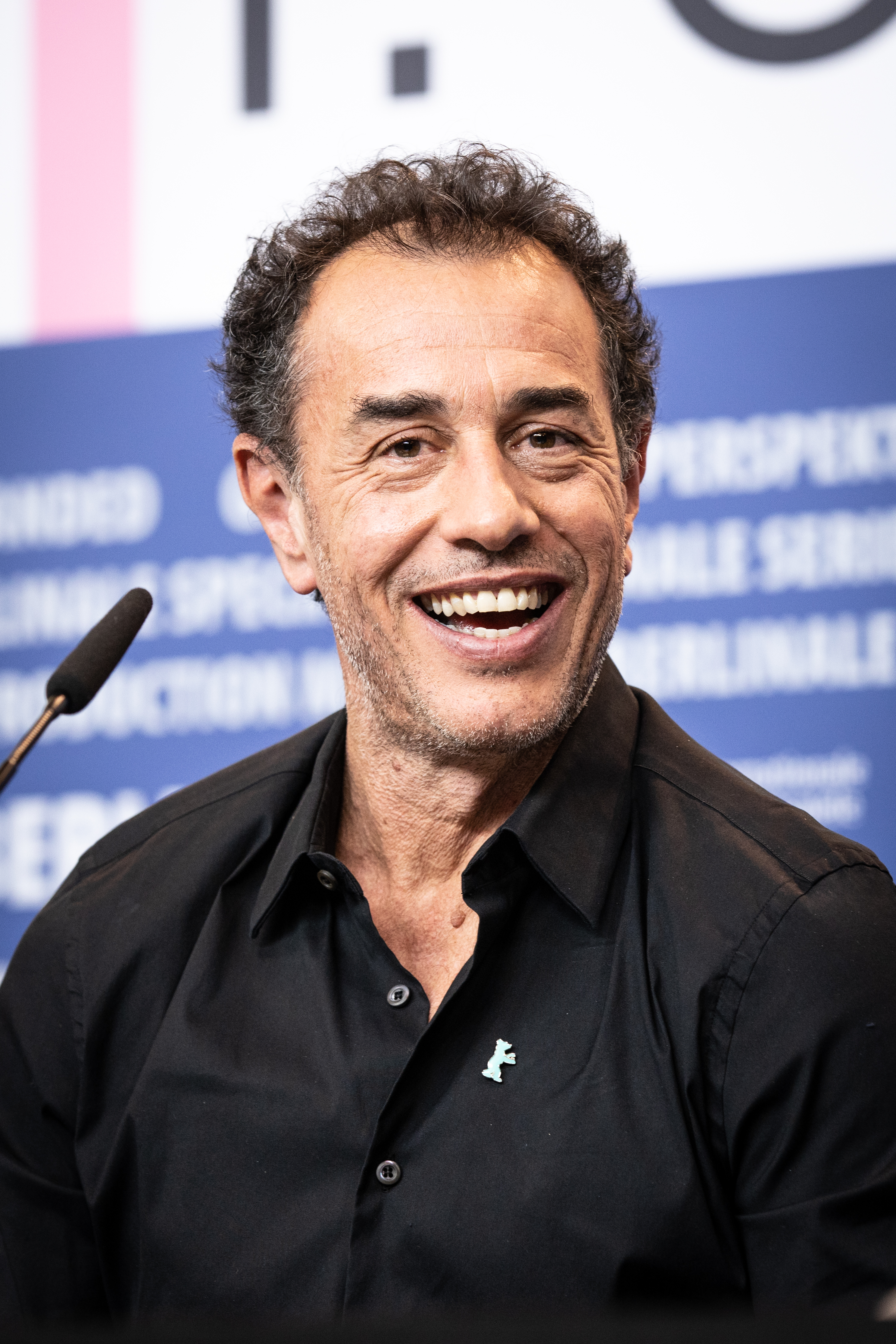
Matteo Garrone, 2020

Matteo Garrone (* 15. Oktober 1968 in Rom) ist ein italienischer Filmregisseur und Drehbuchautor.

## Biografie
Matteo Garrone ist der Sohn des Theaterkritikers Nico Garrone und einer Fotografin. 1986 absolvierte er die Schule an einem Kunst-Gymnasium in Rom und malte anschließend mehrere Jahre. Erste Filmerfahrungen sammelte er als Kameramann. Sein Regiedebüt war der Kurzfilm Silhouette (1996), mit dem er den von Nanni Moretti gestifteten Sacher Award gewann, benannt nach dessen Lieblingskuchen Sacher-Torte. Zugleich gründete er auch seine eigene Produktionsfirma Archimede. Sein erster Kinofilm Terra di mezzo verknüpfte Kurzfilm-Episoden über albanische Einwanderer und nigerianische Prostituierte in Rom. Die Mischung aus dokumentarischem und fiktivem Material war Ausgangspunkt für seinen ersten Langfilm mit ähnlicher Thematik, Ospiti.
Garrones Spielfilm Primo amore lief im Wettbewerb der Internationalen Filmfestspiele Berlin 2004 unter dem Titel Körper der Liebe. Gegen den Film Gegen die Wand von Fatih Akın konnte er sich allerdings nicht durchsetzen.
Im Jahr 2008 feierte seine Verfilmung von Roberto Savianos Roman über die Camorra unter dem Titel Gomorrha – Reise in das Reich der Camorra in Cannes Premiere. Der Film war für den Hauptpreis des Festivals, die Goldene Palme, nominiert und erhielt den Großen Preis der Jury. Monate später wurde der Film als offizieller italienischer Beitrag für die Nominierung um den besten fremdsprachigen Film bei der Oscarverleihung 2009 ausgewählt, für den Golden Globe Award nominiert und in fünf Kategorien bei der Verleihung des Europäischen Filmpreises 2008 prämiert, darunter Film, Regie und Drehbuch.
Nach dem Erfolg von Gomorrha stellte Garrone 2012 seinen Spielfilm Reality fertig, bei dem er sich von der erfolgreichen Fernsehshow Grande Fratello inspirieren ließ, der italienischen Version von Big Brother. Der Film erzählt die Geschichte eines Fischhändlers aus Neapel (dargestellt von Aniello Arena), der so sehr für die Serie schwärmt, dass er sein Leben so führt, als ob er der Star von Grande Fratello wäre. Für Reality, mit Claudia Gerini, Ciro Petrone und Arturo Gambardella in den Hauptrollen besetzt, erhielt Garrone 2012 seine zweite Einladung in den Wettbewerb der Internationalen Filmfestspiele von Cannes, wo er abermals mit dem Großen Preis der Jury ausgezeichnet wurde. Im selben Jahr wurde Garrone in die Wettbewerbsjury der 69. Internationalen Filmfestspiele von Venedig berufen.
Papst Franziskus ernannte ihn im März 2022 zum ordentlichen Mitglied der Päpstlichen Akademie der schönen Künste und der Literatur. Im Jahr darauf stellte er den Spielfilm Io capitano fertig, der ihm seine erste Einladung in den Wettbewerb um den Goldenen Löwen der Filmfestspiele von Venedig einbrachte. Ein Jahr später erhielt das Werk eine Oscar-Nominierung als bester Internationaler Film zuerkannt.
Im Mai 2024 wurde Garrone Mitglied der European Film Academy.

## Filmografie
- 1996: Silhouette (Silhouette) (Kurzfilm)
- 1996: Terra di mezzo
- 1998: Ospiti
- 2000: Estate romana
- 2002: L'imbalsamatore
- 2004: Körper der Liebe (Primo amore)
- 2008: Gomorrha – Reise in das Reich der Camorra (Gomorra)
- 2012: Reality
- 2015: Das Märchen der Märchen (Il racconto dei racconti)
- 2018: Dogman
- 2019: Pinocchio
- 2023: Io capitano